# Procesul lacrimal al cornetului inferior
Procesul lacrimal al cornetului inferior (Processus lacrimalis conchae nasalis inferioris) sau apofiza lacrimală a cornetului inferior este o proeminență aflată pe marginea superioară a cornetului inferior, care se ridică în sus articulânduse cu marginea inferioară a osului lacrimal; completează canalul nazolacrimal.